# Jordan Payton
Jordan Joseph Payton (Torrance, 1º settembre 1993) è un giocatore di football americano statunitense che milita nel ruolo di wide receiver per i Cleveland Browns della National Football League (NFL).

## Biografia

### Carriera professionistica
Payton al college giocò a football con gli UCLA Bruins dal 2012 al 2015, divenendo il recordman di tutti i tempi dell'istituto per ricezioni in carriera. Fu scelto nel corso del quinto giro (154º assoluto) nel Draft NFL 2016 dai Cleveland Browns. Debuttò come professionista nel terzo turno contro i Miami Dolphins, senza ricevere alcun passaggio. Payton fu sospeso per ultime quattro partite del 2016 per essere risultato positivo a un test antidoping, chiudendo la sua stagione da rookie con una ricezione da 3 yard in 4 presenze.

## Statistiche
| Partite totali      | 4 |
| Partite da titolare | 0 |
| Ricezioni           | 1 |
| Yard ricevute       | 3 |
| Touchdown           | 0 |

Statistiche aggiornate alla stagione 2016